# Cinnamomum cassia
Cinnamomum cassia, ook Chinese cassia of Chinese kaneel genoemd is een 10 tot 15 meter hoog groeiende groenblijvende boom, oorspronkelijk afkomstig uit Zuid-China. De vruchten van de boom worden in sommige soorten kaneel gebruikt.
- Cinnamomum cassia (L.) Presl[1]
- Cinnamomum cassia (L.) D.Don[2]
- Cinnamomum cassia Blume[3]